# منو ببند!
منو ببند! (اسپانیایی: ¡Átame!‎) فیلمی در ژانر کمدی، رمانتیک به کارگردانی و نویسندگی پدرو آلمودوار است؛ که در ۴ می ۱۹۹۰ توسط شرکت میرامکس منتشر شد.
این فیلم چه از نظر منتقدان و هم در بین تماشاگران اسپانیایی بسیار موفق بود؛و توانست در مجموع ۲۷ بار کاندید دریافت جایزه از فستیوال‌های جهانی فیلم گردد؛ و ۸ بار موفق به کسب آن شد.
منو ببند، در مجموع فروش جهانی توانست به مبلغ ۴٬۰۸۸٬۱۴۰ دلار دست پیدا کند.

## بازیگران
- بیکتوریا آبریل
- آنتونیو باندراس
- لولس لئون
- روسی د پالما
- فرانسیسکو رابال
- آگوستین آلمودوار
- ملنا گارسیا
- آلبرتو فرناندس دِ رُزا

## داستان فیلم
«ریکی» ۲۳ ساله، که در بچگی یتیم شده‌است؛ بخاطر چند بار فرار از کانون، به بیمارستان روانی سپرده می‌شود. اما یکسال قبل با فرار از بیمارستان، در کافه با دختری به نام «مارینا» که هنرپیشه سابق پورن است؛ آشنا می‌شود و با او سکس می‌کند. او که جایی برای ماندن ندارد؛ پس از بازگشت به بیمارستان، تمام تلاش خود را می‌کند که سالم به جامعه بازگشته و با مارینا ازدواج کند. ریکی نظر رئیس را برای آزادی جلب می‌کند و خانم مدیر با دادن ۵۰ هزار پزوتا، جدایی پراحساسی با او دارد.
ریکی با خرید شکلات به استودیو «باراخا» محل فیلمبرداری مارینا می‌رود؛ و با دزدی از رختکن و برداشتن کلید خانه مارینا از کیفش و گذاشتن شکلات، در صحنه فیلمبرداری هنرنمایی مارینا را به نظاره می‌نشیند.
بعد از کار، مارینا که حاضر با همصحبتی با ریکی نیست؛ با گرفتن کلید یدک خواهرش «لولا»، به منزل می‌رود و ریکی که آدرس و کلید خانه او را دارد؛ به زور وارد خانه می‌شود و مارینا را با ضربه به سرش بیهوش و به تخت می‌بندد.
مارینا به هوش می‌آید؛ و به ریکی پیشنهاد سکس در قبال آزادی را می‌دهد. اما ریکی با یادآوری گذشته اش با او، صحبت از عشق و ازدواج و بچه دار شدن می‌کند. مارینا که معتاد ولی در حال ترک است؛ دندان درد شدیدی دارد. او به ریکی التماس می‌کند که پیش پزشک بروند و او را از این درد رها کند. دکتر با تزریق مورفین درد او را ساکت می‌کند ولی نسخه ای می‌نویسد که در بازار سیاه موجود است. ریکی با بستن مارینا به تخت، بدنبال دارو می‌رود و آن را از دختری که آن دارو را دارد، به زور می‌دزدد.
لولا که هیچ تماسی با مارینا ندارد، نگران خواهرش می‌شود و نامه ای از زیر در برای او می‌گذارد؛ و می‌نویسد که اگر خبری از خود ندهد؛ مجبور است به پلیس خبر دهد. مارینا که خانواده دار و مشغول به کار است؛ ریکی را تهدید می‌کند که عاشق او نمی‌شود و اگر از او خبری نشود، همه به دنبال او می‌گردند. ریکی اجازه می‌دهد، مارینا به مادرش زنگ بزند و از مسافرت برای استراحت بگوید.
داروی مارینا تمام می‌شود و ریکی مجدداً برای گرفتن دارو بیرون می‌رود. دختر قاچاقچی که اتفاقی او را دیده‌است؛ با کمک دوستانش او را به شدت کتک زده و تمام پول و کفش‌های او را می‌گیرند. مارینا که حال خراب ریکی را می‌بیند؛ همزمان با تمیزکردن زخم‌هایش، دلش برای او می‌سوزد؛ و با او همبستر می‌شود. پس از عشق بازی، مارینا او را از قوای مردانه اش، به یاد می‌آورد و با هم قرار می‌گذارند که به شهر «گاریندا»، زادگاه ریکی بروند و آنجا زندگی کنند.
مارینا از ریکی می‌خواهد که او را ببند و سپس برای دزیدن ماشین از خانه خارج شود. خواهرش برای آب دادن گلها و برداشتن ضبط ماشینش وارد آپارتمان می‌شود و متوجه دزدیده شدن مارینا می‌شود. آنها از طریق پشت بام و با گرفتن تاکسی فرار می‌کنند. ریکی در بازگشت متوجه فرار مارینا می‌شود و تنها به گاریندا می‌رود. مارینا که عاشق ریکی شده‌است؛ موضوع عشقش را با خواهرش در میان می‌گذارد، و با هم به دیدن ریکی می‌روند. لولا قول می هد برای ریکی کار مناسبی پیدا کند و در خانه لولا با هم زندگی کنند. آنها مانند یک خانواده خوشبخت، با آواز خواندن به شهر بر می‌گردند.